# Nguyễn Anh Tuấn (Biên phòng)
Nguyễn Anh Tuấn (sinh năm 1967) là một tướng lĩnh cấp cao trong Quân đội Nhân dân Việt Nam, hàm Trung tướng, hiện là Bí thư Đảng ủy, Chính ủy Bộ đội Biên phòng.

## Sự nghiệp
Trung tướng Nguyễn Anh Tuấn sinh năm 1967, quê quán Trung Châu, Đan Phượng, Hà Nội. Ông nhập ngũ tháng 9/1984. Trình độ: Cao cấp chỉ huy quản lý, Cao cấp lý luận chính trị.
Quá trình công tác trong lực lượng Biên phòng, Trung tướng Nguyễn Anh Tuấn từng đảm nhiệm các chức vụ: Phó Chính ủy Bộ đội Biên phòng Lạng Sơn (từ tháng 4/2014 đến tháng 7/2016); Chính ủy Bộ đội Biên phòng Cao Bằng (từ tháng 8/2016 đến tháng 8/2017).
Từ tháng 9/2017 đến tháng 11/2018, ông giữ chức vụ Phó Chủ nhiệm Chính trị Bộ đội Biên phòng, sau đó được bổ nhiệm chức vụ Chủ nhiệm Chính trị Bộ đội Biên phòng (từ tháng 12/2018 đến tháng 6/2022).
Ngày 16 tháng 6 năm 2022, Thủ tướng Chính phủ Phạm Minh Chính đã ký Quyết định 722/QĐ-TTg bổ nhiệm Thiếu tướng Nguyễn Anh Tuấn giữ chức vụ Chính ủy Bộ đội Biên phòng.
Cũng trong quá trình công tác, Trung tướng Nguyễn Anh Tuấn đã được Thủ tướng Chính phủ và Bộ trưởng Bộ Quốc phòng nhiều lần tặng Bằng khen.
Tháng 12 năm 2023, Ông được Chủ tịch nước Cộng hòa xã hội chủ nghĩa Việt Nam Võ Văn Thưởng Thăng quân hàm Trung tướng.

## Lịch sử thụ phong quân hàm
| Năm thụ phong | 2019        | 2023        |
| ------------- | ----------- | ----------- |
| Quân hàm      |             |             |
| Cấp bậc       | Thiếu tướng | Trung tướng |